# Demenza
In medicina la demenza è una condizione neurologica caratterizzata dalla comparsa, in seguito a varie patologie cerebrali, di un declino di molteplici funzioni cognitive,    ovvero di un declino della memoria (a breve e a lungo termine) e di almeno una funzione cognitiva fra le seguenti: deficit di funzioni esecutive (capacità di pianificare le azioni, capacità di pensiero astratto, capacità di critica e di giudizio), linguaggio, capacità di riconoscere oggetti e persone, funzioni prassiche; il deterioramento cognitivo deve essere di gravità tale da rendere il paziente non più autonomo nelle attività quotidiane, essendo lo stato di coscienza vigile. Nei pazienti con demenza è frequente osservare modificazioni della personalità, che si manifestano come disturbi comportamentali, fra i quali apatia (perdita di iniziativa), disinibizione comportamentale, episodi di agitazione.

## Fattori predisponenti
Uno studio condotto sulle cartelle cliniche di 570.000 pazienti provenienti da 11 ospedali universitari ha dimostrato che coloro che avevano concentrazioni nel sangue di colesterolo LDL-C sotto i 70 mg/dL (1,8 mmol/L) presentavano una significativa riduzione del rischio di demenza, soprattutto quando si utilizza una terapia con statine.
Una revisione sistematica della letteratura scientifica esistente ha evidenziato 17 fattori di rischio modificabili comuni a ictus, demenza senile e depressione. Fra questi fattori vi soni: pressione sanguigna (l'ipertensione è stata tra i più impattanti), le malattie renali, i livelli di glicemia a digiuno e il colesterolo totale, il consumo di alcol, il tipo di dieta seguita, l'abitudine al fumo, la qualità del sonno, il livello di attività fisica praticata, perdita dell'udito, la presenza di dolore cronico, il livello di stress a cui si è sottoposti, la ricchezza delle interazioni sociali, l'avere uno scopo nella vita ( purpose in life), la depressione stessa, fattori psicologici ed emotivi.

## Epidemiologia
Nel complesso attualmente è affetto da demenza circa il 5% della popolazione mondiale di età superiore ai 65 anni, ma addirittura il 30% di coloro che hanno superato gli 85 anni. L'incidenza è compresa tra l'1 e il 5 per mille della popolazione generale, e tra l'1% e il 24% negli anziani e negli ultraottantenni. Il fattore di rischio principale pare dunque essere l'età, seguita dal sesso (le donne parrebbero più colpite da demenza rispetto agli uomini, ma questo dato è considerato controverso, stante la maggiore attesa di vita per le donne); non sembrano invece implicate l'etnia o le condizioni socioeconomiche.
Si ritiene che poco più della metà dei dementi sia affetto da demenza di tipo degenerativo (come la malattia di Alzheimer e la malattia di Pick), il 15% circa da demenza su base vascolare (demenza vascolare), il 15% da forme miste e il restante 15% da forme di varia natura, tossica, traumatica, tumorale, infettiva, da idrocefalo normoteso.

## Classificazione
Da un punto di vista clinico,  si distinguono, con criterio topodiagnostico (da tòpos, luogo e diàgnosis attraverso la conoscenza), in demenze corticali e sottocorticali:
- Demenze corticali: (rappresentate soprattutto dalla malattia di Alzheimer) con estesa atrofia corticale, precoci alterazioni della memoria e successivamente perdita del pensiero astratto, agnosia, afasia, aprassia.
- Demenze sottocorticali: più precoce rallentamento dei processi cognitivi con conseguente rallentamento delle risposte motorie (chiamato bradifrenia), alterazioni della personalità tipiche dei disturbi affettivi come apatia e depressione, minore perdita della memoria e assenza di disturbi considerati "corticali" come agnosia, afasia, aprassia. Fra le altre: Malattia di Parkinson, Malattia di Huntington, paralisi sopranucleare progressiva e alcune patologie cerebrali non degenerative.

La classificazione appena descritta è stata ritenuta troppo rigida, alla luce delle recenti acquisizioni in ambito neuropsicologico e anatomofisiologico, e non è accettata da tutti gli esperti, data la difficoltà pratica di attribuire ogni paziente ad una categoria.
Basandosi invece su una classificazione eziopatogenetica, le demenze possono essere classificate come: reversibili, vascolari e degenerative. In fase diagnostica si procede per esclusione eliminando le prime 2 eziologie prima di cercare una causa degenerativa:

### Demenze reversibili
Guariscono se viene corretta la causa. La diagnosi è fatta mediante esami del sangue e tecniche di neuroimaging (specie RM cerebrale)
- da cause metaboliche (carenza di vitamina B12, folati, pellagra, patologie tiroidee, epatiche e renali. La sindrome di Wernicke-Korsakoff non è reversibile[6])
- secondarie a patologie cerebrali (infezioni, infiammazioni, neoplasie)
- da idrocefalo normoteso (caratterizzato da triade di sintomi che compaiono in sequenza: disturbi della marcia, incontinenza urinaria, declino cognitivo. Può venir drenato mediante shunt peritoneali).[7]

### Demenze vascolari
La diagnosi può essere formulata in pazienti in cui compaiono bruscamente o gradualmente disturbi cognitivi  (deficit di funzioni esecutive di problem-solving, deficit di pianificazione di azioni, deficit di attenzione, riduzione della capacità di critica e di giudizio con tendenza a prendere decisioni incongrue, disturbi di memoria) e di disturbi comportamentali  (in primis, apatia o irritabilità), di grado tale da comportare una perdita di autonomia nelle attività quotidiane. In tali pazienti, è frequente la comparsa di disturbi motori (in primis, difficoltà di deambulazione) e di incontinenza (urinaria e fecale). Pazienti con Demenza vascolare imputabile a danno cerebrale ischemico presentano solitamente patologie predisponenti ad ischemia cerebrale (ipertensione arteriosa, fibrillazione atriale, diabete mellito, ipercolesterolemia, stenosi carotidea).
La diagnosi deve essere supportata dall'Imaging a risonanza magnetica (RM) cerebrale. Una demenza degenerativa può comunque insorgere anche su un cervello con danni vascolari. È possibile distinguere varie forme di Demenza Vascolare:
- multi-infartuale
- malattia dei piccoli vasi
- da ipoperfusione generalizzata
- da infarti strategici (sono colpite da danno aree cerebrali con funzioni specifiche)
- emorragica
- altre forme

### Demenze degenerative
- Malattia di Alzheimer
- Demenze frontotemporali: (Malattia di Pick, afasia primaria progressiva, demenza semantica).
- Paralisi sopranucleare progressiva
- Demenza da corpi di Lewy e Parkinson-demenza
- Malattia di Huntington
- Malattia da prioni
- Degenerazione cortico-basale

## Diagnosi
Il Il percorso diagnostico, oltre ad analisi del sangue, test cognitivi, risonanza magnetica o tac e in alcuni casi elettroencefalogramma e può includere o meno l'analisi di specifici marcatori nel liquido cerebrospinale, Pet o SPECT di differenti tipologie, scintigrafia. Per minimizzare i costi degli esami strumentali a carico del servizio nazionale e l'esposizione dei pazienti alle radiazioni e ai rischi connessi alle procedure, sono pubblicate delle raccomandazioni che prevedono un percorso ottimizzato con ulteriori accertamenti di secondo e terzo livello in base ai risultati di quelli di primo livello.
La differenza fra età biologica ed età anagrafica del cervello può essere un biomarcatore del declino cognitivo.